# Чегурдаева, Марина Львовна
Марина Львовна Чегурдаева (род. 4 ноября 1968, Фергана) — советская и российская хоккеистка на траве и футболистка, мастер спорта СССР международного класса по хоккею на траве (1991) и мастер спорта России международного класса по индорхоккею (2000); бронзовый призёр чемпионата Европы 1991 года в составе сборной СССР. Сестра-близнец хоккеистки Надежды Чегурдаевой.
Окончила Казахский институт физической культуры и спорта по специальности «преподаватель физической культуры».

## Биография
Хоккеем на траве начала заниматься в 1979 году в секции ДЮСШ г. Маргилан (Ферганская область, Узбекская ССР) под руководством Владимира Самохотина. Выступала за клубы «Шелковичка» (Маргилана), «Политотдел» (Ташкент), «Бухара», «Колос» (Борисполь), «Россия» (Москва), «Текстильщик» (Вязники, позже Владимир), «ЦФиС МП» (Москва), «Волга-Телеком» (Нижний Новгород). Завершила карьеру в 2010 году
До 2016 года была играющим тренером клуба «Метрострой» (Санкт-Петербург), затем выступала за «Динамо-Электросталь» как играющий тренер. Чемпионка СССР 1991 года в составе бориспольского «Колоса» и серебряный призёр чемпионата СССР 1989 года в составе «Политотдела» (тренер — Игорь Хван). Чемпионка России по хоккею на траве в составе «ЦФиС МП» (1998, 1999, 2001), «Волги-Телеком» (2002, 2003, 2004, 2005, 2006, 2007, 2009). В 2005 году установила рекорд по числу забитых за сезон мячей — 60, в 2007 году установила рекорд по числу забитых за матч Суперлиги голов — 7.
В составе сборной СССР выиграла бронзовую медаль чемпионата Европы 1991 года в Брюсселе, в молодёжной сборной в 1989 году аналогично завоевала бронзу на молодёжном чемпионате мира в Оттаве. В составе сборной России участвовала в чемпионатах мира 1994 и 2002 годов, чемпионатах Европы 1995 (5-е место) и 1999 годов (4-е место), Трофи 2005 (бронзовый призёр) и 2007 годов (серебряный призёр). Участница чемпионата мира по индорхоккею 2003 года (8-е место), чемпионата Европы 2003 года (10-е место).
С 2010 года состояла на тренерской работе в составе клуба «Волга-Телеком» по хоккею на траве и индорхоккею. Позже перешла на работу, не связанную с хоккеем на траве. Помимо хоккея на траве, увлекалась футболом: в 1993 году была игроком московского клуба СиМ (Серп и Молот), с которым занял 11-е место в чемпионате России. Один матч она провела в Болгарии против сборной Норвегии в составе сборной СССР, но в мини-футбольном зале: советская команда крупно проиграла, хотя открыла счёт в матче.